# Marchissy
Marchissy – miejscowość i gmina (commune) w zachodniej Szwajcarii, w kantonie Vaud, w okręgu (district) Nyon.  

## Demografia
W Marchissy mieszka 499 osób. W 2021 roku 15,6% populacji gminy stanowiły osoby urodzone poza Szwajcarią.